# Filippo Strozzi der Ältere

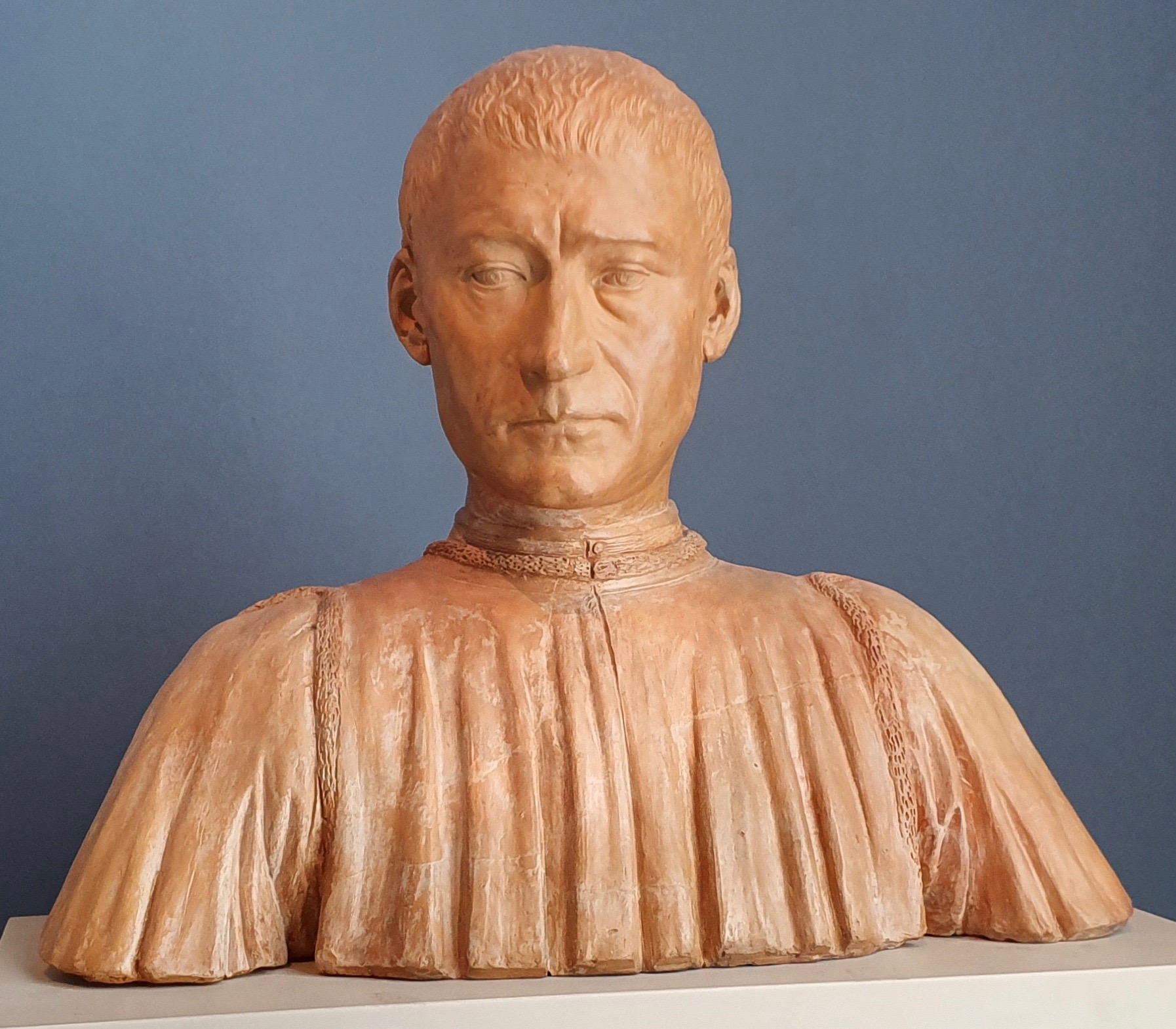
Benedetto da Maiano, Porträtbüste des Filippo Strozzi, ehemals farbig gefasste Terrakotta, um 1475, Skulpturensammlung, Berlin

Filippo Strozzi (* 4. Juli 1428 in Florenz; † 14. Mai 1491 ebenda), auch Filippo di Matteo degli Strozzi, genannt il Vecchio, der Ältere, war ein Florentiner Kaufmann aus der Patrizierfamilie Strozzi.

## Leben
Filippo Strozzi war der Sohn von Matteo Strozzi und Alessandra Macinghi. Mit seiner auf Betreiben Cosimo de’ Medicis 1434 verbannten Familie verbrachte er als Kind einige Jahre im Exil. Bald nach seiner Rückkehr nach Florenz verließ er mit 13 Jahren die Stadt erneut. In Palermo, Spanien und in Neapel lernte Filippo Strozzi das Bankgeschäft und wurde zu einem erfolgreichen Kaufmann und Bankier. 1466 konnte er mit Zustimmung Piero de’ Medicis nach Florenz zurückkehren, hielt sich aber von politischen Ämtern fern. Aus den Ehen mit Fiametta Adimari (Heirat 1446) und Selvaggia Gianfigliazzi (Heirat 1477) gingen neun Kinder hervor. Unter den Söhnen gilt Filippo Strozzi der Jüngere (eigentlich Giambattista Strozzi) wegen seiner Rolle als Politiker und Condottiere als der berühmteste Nachkomme Filippos.

## Kunst- und Bauwerke
Wahrscheinlich Mitte der 1470er Jahre entstanden zwei Porträtbüsten Filippo Strozzis, die heute in der Skulpturensammlung in Berlin und im Louvre in Paris aufbewahrt werden. 1489 beauftragte er Benedetto da Maiano mit dem Bau eines neuen Familienpalastes, dem Palazzo Strozzi. Mit Unterstützung Lorenzo de' Medicis konnte er die für den Bau und eine kleine Platzanlage notwendigen Grundstücke erwerben; den Fortgang der Arbeiten beschreibt Luca Landucci, ein Anwohner, in seinem Tagebuch. In die Baugrube wurden bei der Grundsteinlegung Medaillen mit dem Bildnis Filippos geworfen. Etwa zeitgleich begannen die Arbeiten an der als Grablege für Filippos Familie vorgesehenen Cappella Strozzi in der Florentiner Dominikaner-Kirche Santa Maria Novella, die 1502 fertiggestellt wurde. Das Grabmal führte wiederum Benedetto da Maiano aus; die Ausmalung der Kapelle übernahm Filippino Lippi.

Wappen der Familie Strozzi
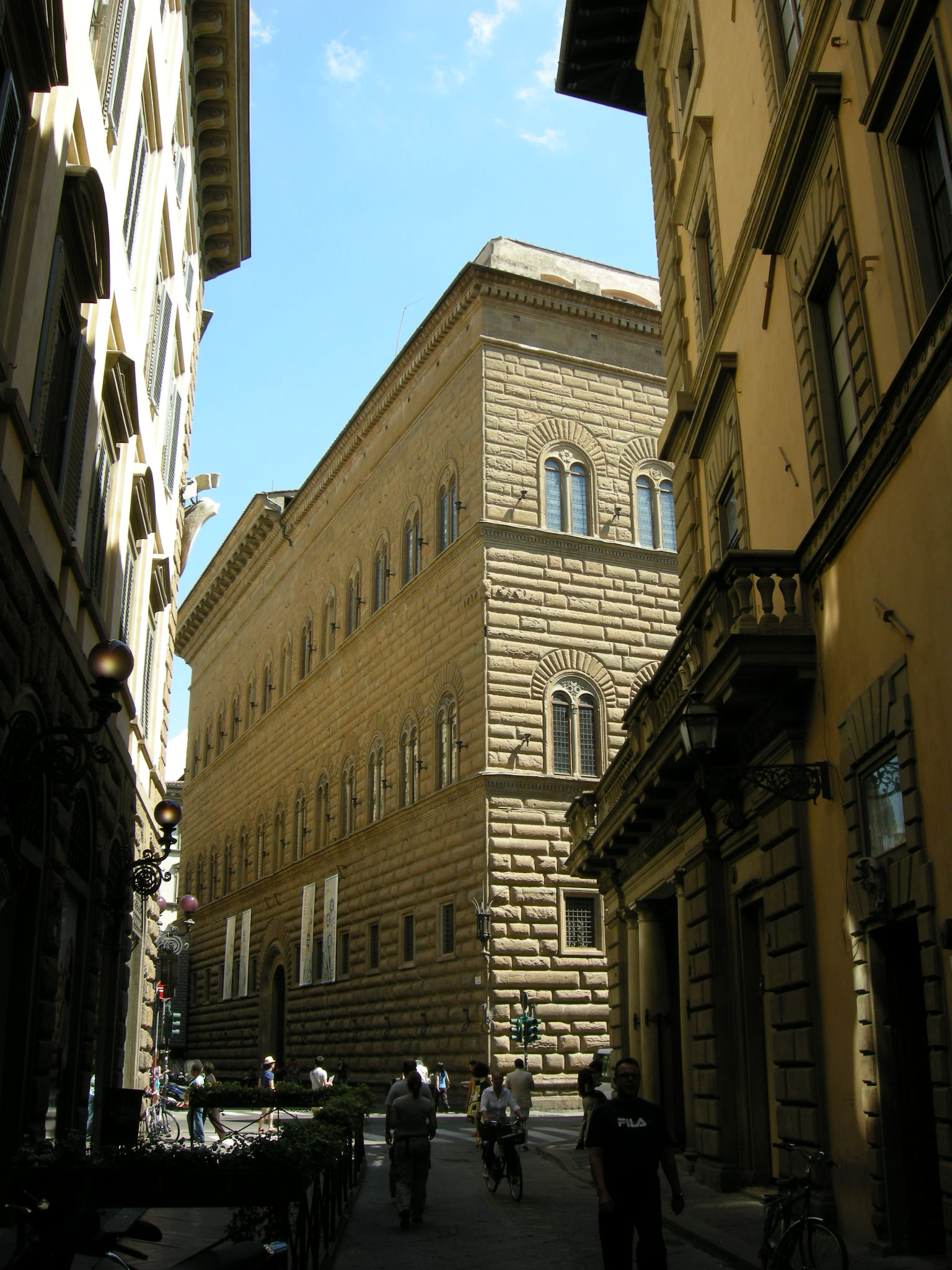
Palazzo Strozzi, Florenz
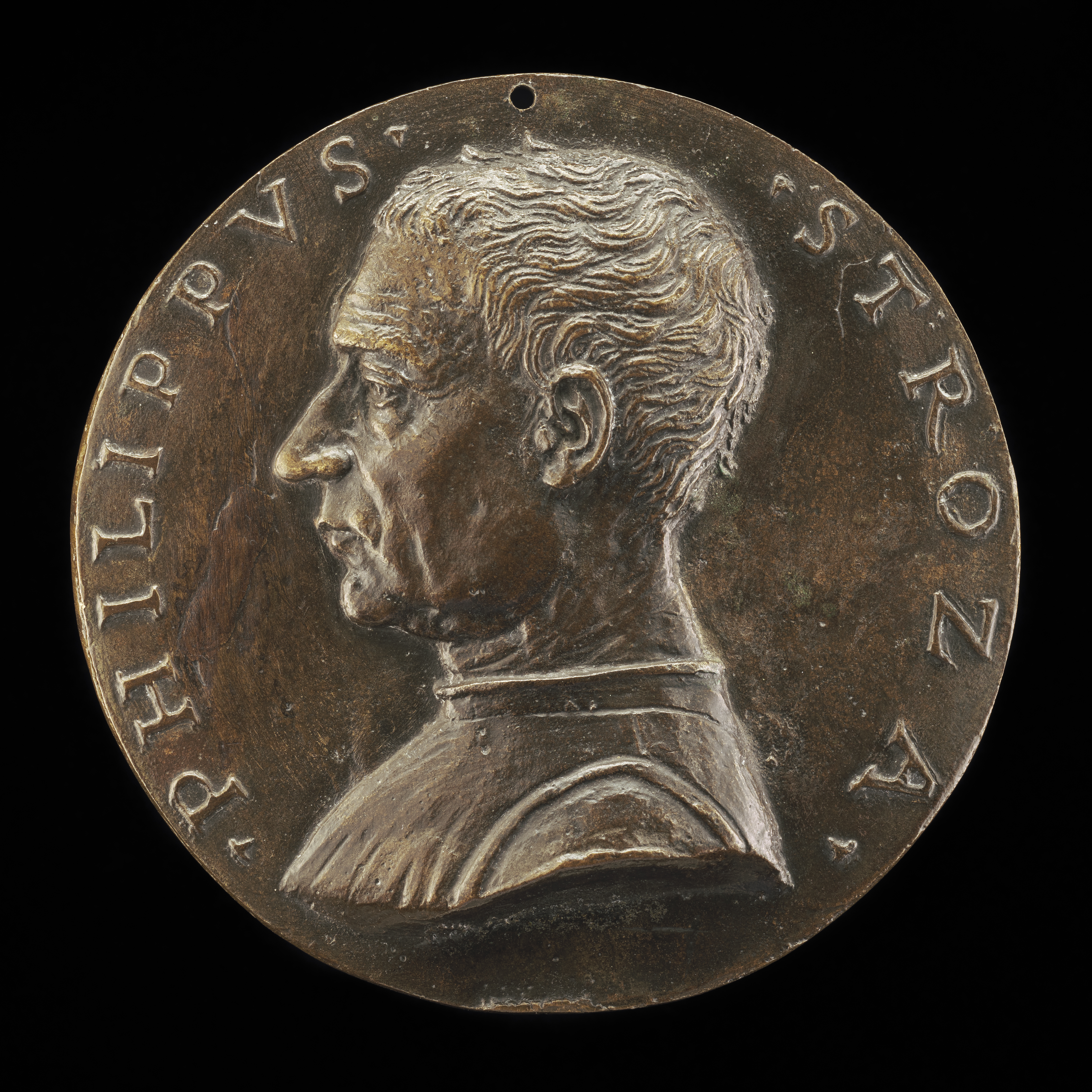
Medaille mit Bildnis des Filippo Strozzi, 1489
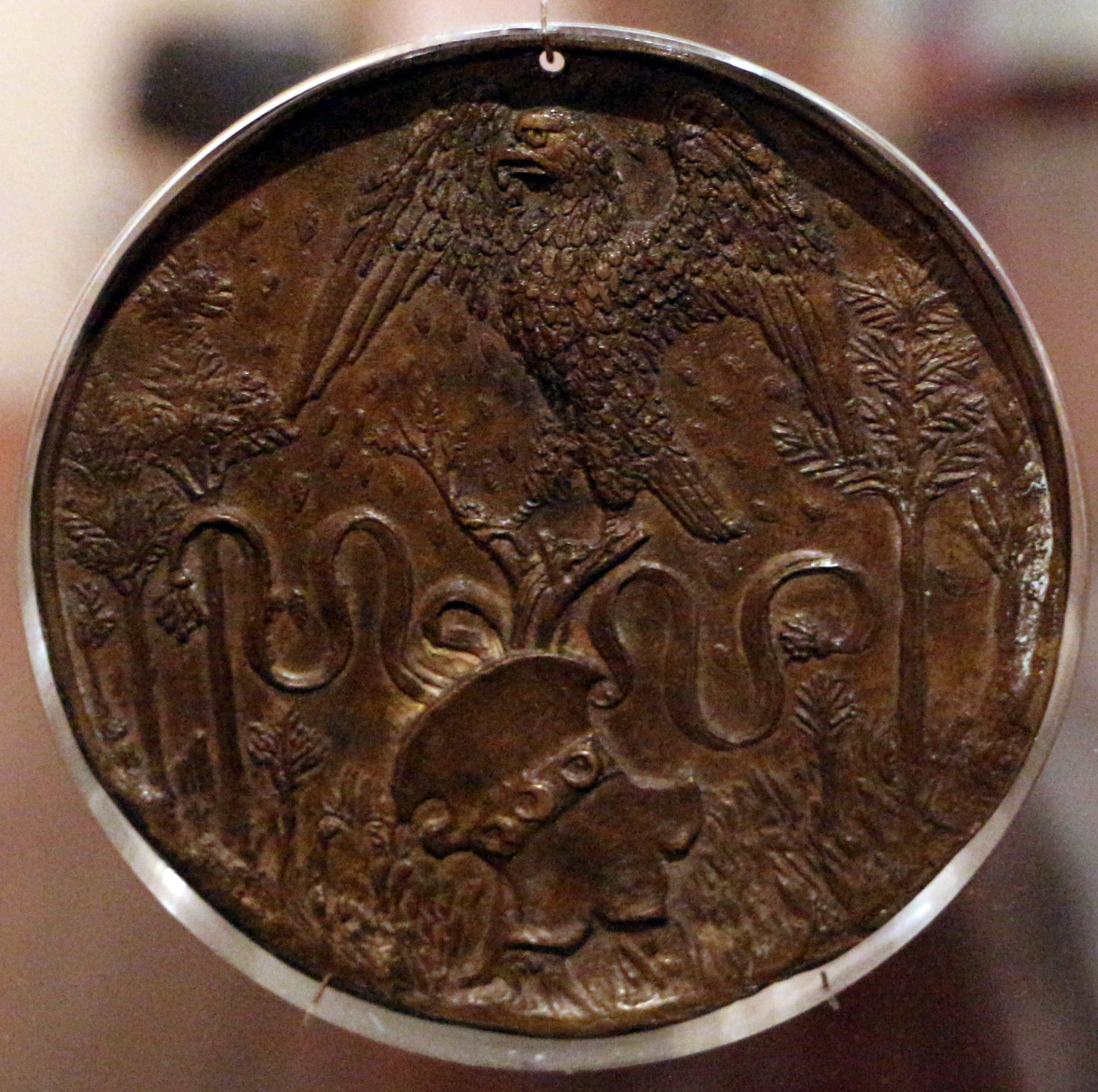
Medaille mit Imprese des Filippo Strozzi, 1489